# معاملة المثليين في الأرجنتين
تعتبر المثليين والمثليات ومزدوجي التوجه الجنسي والمتحولين جنسياً (اختصاراً: LGBT) في الأرجنتين من بين الأكثر ليبرالية في كل من أمريكا الجنوبية والعالم. أصبح النشاط الجنسي المثلي قانونيًا مع المساواة في السن القانونية للنشاط الجنسي منذ عام 1853. بعد تشريع زواج المثليين في 15 يوليو 2010، أصبحت الأرجنتين أول دولة في أمريكا اللاتينية، والثانية في الأمريكتين، والعاشرة في العالم التي تفعل ذلك. بعد انتقال الأرجنتين إلى الديمقراطية في عام 1983، أصبحت قوانينها أكثر شمولية وقبولًا لأفراد مجتمع المثليين، كما فعل الرأي العام ذلك.
الأرجنتين أيضا «واحدة من أكثر دول العالم شاملة حقوق المتحولين جنسيا القوانين»: يسمح قانون الهوية الجندرية، الذي صدر في عام 2012، يتيح للناس تغيير الجنس القانوني دون مواجهة العقبات مثل العلاج بالهرمونات، جراحة أو تشخيص الأمراض النفسية للتي تصف وجود خلل. بسبب القانون، وكذلك إنشاء مدارس بديلة وأول مركز لمجتمع المتحولين جنسياً في أمريكا اللاتينية، ذكرت بي بي سي موندو في عام 2014 أن «الأرجنتين تتصدر ثورة المتحولين جنسيا في العالم». في عام 2015، استشهدت منظمة الصحة العالمية بالأرجنتين كدولة مثالية لتوفير حقوق المتحولين جنسياً.
يعتبر القبول المجتمعي أيضا عاليا جدا. في استطلاع للرأي أجراه مركز بيو للأبحاث عام 2013، صنفت الأرجنتين كأكثر دولة أمريكية لاتينية لديها قبول إجتماعي للمثلية الجنسية، حيث قال حوالي ثلاثة أرباع (74%) ممن شملهم الاستطلاع إنه يجب قبولها. أصبحت عاصمة البلاد وأكبر مدنها، بوينس آيرس، متلقًا مهمًا لسياحة المثليين وقد تم وصفها بأنها «عاصمة أمريكا اللاتينية للمثليين». ومع ذلك، لا تزال تقارير التنمر والتمييز ضد المثليين، وخاصة الشباب منهم، شائعة.

## تاريخ

### عصر ما قبل الاستعمار
قبل الاستعمار الإسباني، كانت مجموعات متعددة تقطن الأرجنتين الحديثة. وتشمل هذه شعب مابوتشي وشعب غواراني، وكلاهما تقبل المثلية أو ينظر إليها بلا مبالاة. تقليديا، اعترف شعب مابوتشي بالجنس الثالث يسمى «وايي» (بالإسبانية: weye). لم يكن لمابوتشي المفاهيم الغربية النموذجية للجنس أو النشاط الجنسي. في الواقع، كان يُنظر إلى أفراد الأقارب على أنهم ليسوا ذكوراً أو إناثاً، لكن كنوع من الاختلاط بين الاثنين. عادةً ما يلعب «وايي» (بالإسبانية: weye) أدوارًا اجتماعية مهمة، بما في ذلك كونه «ماتشي»، وهو شامان مابوتشي. شعب الغواراني يقبل المثلية الجنسية أيضا.
أدى وصول الإمبراطورية الإسبانية في القرن السادس عشر إلى انتشار المسيحية في الأرجنتين، والتي بدورها أدخلت مواقف سلبية تجاه المثلية الجنسية. يقال إن الأسبان أشاروا إلى الشعوب الأصلية على أنها «متوحشون» للانخراط في النشاط المثلي، ولقبوا شعب مابوتشي ب «السدوميين في باتاغونيا». من الواضح أن السدومية كانت أحد الأسباب التي دفع الغزاة الإسبان إلى إعلان الحرب على الشعوب المحلية. بعد إنشاء المحافظات الإسبانية في أمريكا الجنوبية، أصبحت السدومية يعاقب عليها بالحرق على الخشبة.

### الاستقلال وأوائل القرن العشرين
تم تقنين النشاط الجنسي المثلي في الأرجنتين في عام 1853.
خلال القرن التاسع عشر، تعاملت كتابات علمية مع المثلية الجنسية على أنها مرض، أو اتهام يتم فرضه ضد المعارضين السياسيين أو أي شيء جلبه الأجانب إلى البلاد. كانت الصورة العامة الوحيدة عن المثلية الجنسية هي الدعارة الحضرية والمواقع العامة المستخدمة للبحث عن الجنس. في عام 1914، أُجبرت مسرحية ذات طابع جنسي مثلي تدعى «لوس إنفيرتيدوس» (بالإسبانية: Los Invertidos) على عدم العرض، على الرغم من السماح للمجلات الطبية بمناقشة المثلية الجنسية.
ذُكر أن مضايقات الشرطة للمثليين جنسياً قد ازدادت خلال الانقلاب العسكري الأول لعام 1930. في عام 1936، دفع إلقاء القبض الجماعي على الرجال المثليين جنسياً إلى تشريع دعارة المغايرين جنسيا وتنظيمها بناءً على حجة مفادها أن الرجال كانوا يتحولون إلى المثلية الجنسية بدافع اليأس. التقارير حول السياسات خلال الفترة البيرونية (1946 إلى 1955) غامضة ومتناقضة. في عام 1946، وسعت إيفا بيرون حمايتها الشخصية إلى ميغيل دي مولينا، وتزعم بعض التقارير أن خوان بيرون أمر الشرطة والجيش بعدم الانخراط في عمليات قتل للمثليين.

### الحرب القذرة
كانت أول منظمة لحقوق المثليين التي تم إنشاؤها هي نويسترو موندو (بالإسبانية: Nuestro Mundo) في عام 1967 من قبل هيكتور أنابيتارت. مثلت الجمعية "جبهة تحرير المثليين" التي سعت إلى التحالف مع اليسار السياسي من أجل النهوض بالحقوق المدنية. كان أحد عوامل تأسيس جمعية نويسترو موندو هي ديكتاتورية خوان كارلوس أونغانيا - الذي قام نظامه بقمع أعضاء مجتمع المثليين. على الرغم من أن لحظة تاريخية في حركة حقوق المثليين في الأرجنتين وأمريكا اللاتينية ككل، فإن إنشاء نويسترو موندو لم تستهل في عصر الإصلاحات ولا الحقوق المتزايدة لمجتمع المثليين. بدلاً من ذلك، تجنبت المجموعة عمومًا أن تكون ناشطًا سياسيًا وكانت مهتمة في المقام الأول بإذكاء الوعي بالقمع الذي يواجهه مجتمع المثليين. ركزت بشكل خاص على إنهاء وحشية الشرطة ضد المثليين وطالبت بإنهاء القوانين المعادية المثليين. على الرغم من أن نويستروا موندو نفسها لم تحقق الكثير من النجاحات، إلا أنها ألهمت إنشاء منظمات المثليين أخرى، مثل "سافو" (بالإسبانية: Safo)، وهي منظمة لمثليات الجنس. في النهاية دمجت منظمة نويسترو موندو مع مجموعات أخرى من الناشطين - "سافو" (بالإسبانية: Safo) و"إل غروبو برفيسوناليس (بالإسبانية: El Grupo Profesionales) و (بالإسبانية: Emanuel) و (بالإسبانية: Alborada)، بانديرا نيغريا (بالإسبانية: Bandera Negre)، وإيروس (بالإسبانية: Eros)- لإنشاء جبهة تحرير المثلييين (بالإسبانية: Frente de Liberación Homosexual) في عام 1971، والتي استمرت حتى عام 1976. تم إنشاء المنظمة الجديدة بعد عامين فقط من مظاهرات ستونوول في مدينة نيويورك، وهو الحدث الذي حفز الناشطين في الأرجنتين.
في السنوات الخمس التي كانت موجودة، تحالفت جبهة تحرير المثليين مع الحركة النسائية، الماركسيين، وغيرها من الحركات اليسارية وكانت أكثر صراحة في النشاط السياسي من سابقاتها. على الرغم من أن أهدافها السياسية كانت مماثلة لتلك الخاصة بالمنظمات الغربية - والتي كانت نماذج لنشاط المثليين، إلا أن أساليبها تختلف عن تلك الموجودة في الغرب. على سبيل المثال، كان جبهة تحرير المثليين أقل اهتمامًا بإقامة ديمقراطية موحدة؛ بدلاً من ذلك، ركزت على توليد الحرية والمساواة من خلال معاداة الإمبريالية و «سياسات الطبقة العاملة»، ومن ثم التحالفات مع المنظمات اليسارية التي لم تشارك بالضرورة في نشاط المثليين.
في انقلاب 1976 وبداية لديكتاتورية جديدة قضى على هذه الحركة. مرتان، تعرض نشطاء المثليين وأفراد مجتمع المثليين للهجوم المباشر من قبل النظام. استعدادًا لكأس العالم 1978، الذي أقيم في الأرجنتين، قام الجيش - وربما الشرطة المحلية أيضًا - بعملية «تطهير» قاموا فيها باعتقال وضرب وقمع أفراد مجتمع المثليين. تم التطهير الثاني الذي بدأته المنظمة شبه العسكرية كوماندو كوندور في الفترة من يناير 1982 إلى يناير 1983. خلال هذه الفترة، قُتل 18 رجلاً من المثليين - بمن فيهم ناشط في جبهة التحرير الوطني.

### الأزمنة المعاصرة

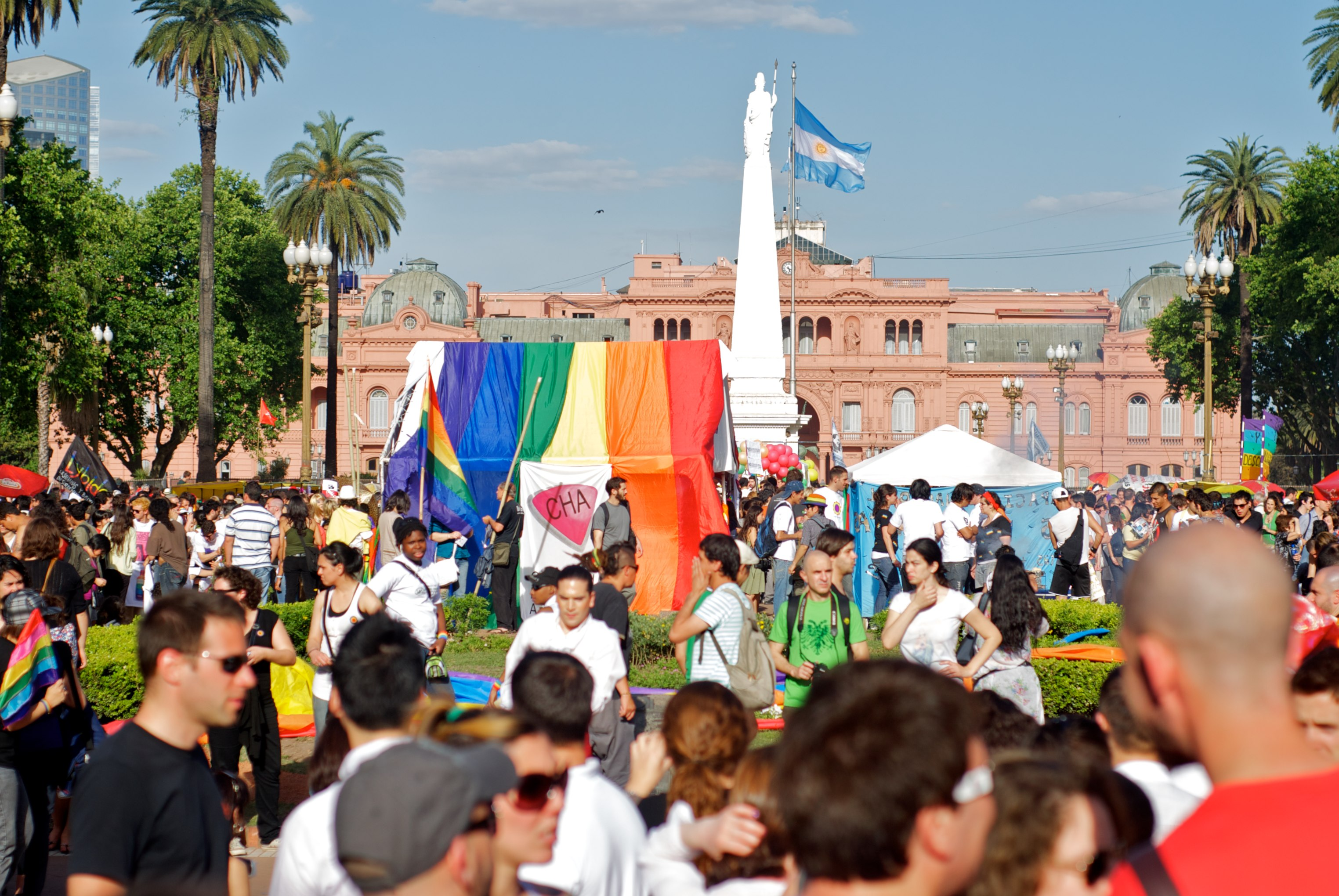
ساحة مايو خلال مسيرة فخر بوينس آيرس في عام 2010

سمحت العودة إلى الديمقراطية في عام 1983 بإنشاء حركة حقوق المثليين. خلال حقبة التحول الديمقراطي الأولى، تم افتتاح أول حانة للمثليين وبدأ مجتمع المثليين وأصبحوا أكثر انفتاحًا، بمهرجانات الفخر والمنشورات والنشاط السياسي. من هذا جاء تأسيس «مجتمع المثليين الأرجنتيني» (بالإنجليزية: Comunidad Homosexual Argentina) في أبريل 1984 - الذي لا يزال قائما حتى اليوم. حافظت المنظمة على قوتها وتوحيدها خلال الثمانينيات، قبل أن تبدأ بالانشقاق في التسعينيات. بدأت مجموعات من جميع الأنواع تتشكل من مجتمع المثليين الأرجنتيني، مثل «كونفوكتوريا ليزبيانانا» (بالإسبانية: Convocatoria Lesibanana)، و «مجموعة اندماج المثليين والمثليات» (بالإسبانية: Sociedad de Integración Gay-Lésbica Argentina) و «المتحولون الجنسيون من أجل حقوق الحياة والهوية» (بالإسبانية: Transexuales por el Derecho a la Vida y la Identidad). نظرًا لأن هذه المجموعات والعديد من المجموعات الأخرى أصبحت سياسية بشكل متزايد وأرادت التغيير المؤسسي والقانوني، فقد توصلوا في النهاية إلى توافق في الآراء في عام 2006: لقد احتاجوا إلى التعاون معًا لإنشاء منظمة موحدة تسمح لهم بإحداث التغيير بشكل فعال. وهكذا تأسست «الفيدرالية الأرجنتينية للمثليين والمثليات ومزدوجي التوجه الجنسي والمتحولين جنسيا» (بالإسبانية: Federación Argentina de Lesbianas, Gays, Bisexuales y Transexuales).
على الرغم من تأثرها ب«مجتمع المثليين الأرجنتيني»، إلا أن «الفيدرالية الأرجنتينية للمثليين والمثليات ومزدوجي التوجه الجنسي والمتحولين جنسيا» كانت مختلفًة: كان يركز بشكل خاص على تقنين زواج المثليين؛ تعتبر «منظمة جامعة»، وبالتالي فهي أقل مركزية؛ وأكثر اهتماما بالقضايا خارج الحقوق بالنسبة لمثليي الجنس من الرجال، مثل حقوق النساء المثليات والنسوية. علاوة على ذلك، كانت «الفيدرالية الأرجنتينية للمثليين والمثليات ومزدوجي التوجه الجنسي والمتحولين جنسيا» أقل اهتمامًا بالامتثال للأفكار غير المغايرة والجندر من «مجتمع المثليين الأرجنتيني» - كالتأييد العلني ودعم التحول الجنسي وغيرهم من الأشخاص. ذهبت «الفيدرالية الأرجنتينية للمثليين والمثليات ومزدوجي التوجه الجنسي والمتحولين جنسيا» أبعد من ذلك لمنافسة «مجتمع المثليين الأرجنتيني» من محاولات تشريع الاتحادات المدنية للأزواج المثليين للمطالبة بزواج المثليين القانوني الكامل.
تأثرت «الفيدرالية الأرجنتينية للمثليين والمثليات ومزدوجي التوجه الجنسي والمتحولين جنسيا» بشكل كبير بإسبانيا، خصوصا أن إسبانيا - بلد كاثوليكي مثل الأرجنتين - قد شرعت زواج المثليين منذ عام 2005. يعتبر الاتحاد الوطني للمثليين والمثليات والمتحولين جنسيا ومزدوجي التوجه الجنسي (بالإسبانية: Federación Estatal de Lesbianas, Gays, Transexuales y Bisexuales) وهو منظمة إسبانية نموذجًا «للفيدرالية الأرجنتينية للمثليين والمثليات ومزدوجي التوجه الجنسي والمتحولين جنسيا». ولهذه الأسباب فإن «مجتمع المثليين الأرجنتيني» لا يزال كيانًا منفصلاً عن «الفيدرالية الأرجنتينية للمثليين والمثليات ومزدوجي التوجه الجنسي والمتحولين جنسيا». منذ تقنين زواج المثليين في عام 2010، واصلت «الفيدرالية الأرجنتينية للمثليين والمثليات ومزدوجي التوجه الجنسي والمتحولين جنسيا» النضال من أجل حقوق وتمثيل مجتمع المثليين في الأرجنتين. وتشمل نجاحاته الأخرى ما يلي: إصدار قانون الهوية الجندرية في عام 2012، والذي يسمح للناس بتغيير نوع الجنس بشكل قانوني دون الحصول على إذن من مقدمي الرعاية الطبية أو الرعاية الصحية، وكذلك ضمان حصول الأفراد غير المطابقين، أو المتحولين جنسياً، أو غير المتوافقين جنسيا على المساواة في الحصول على الرعاية الصحية؛ إلغاء «رموز الأخطاء»، وهي مجموعة من القوانين التي «تجرم التنوع الجنسي»، الحصول على تعليم جنسي مؤيد لمجتمع المثليين في المدارس؛ سن قوانين تحمي طلاب مجتمع المثليين من التنمر وغيرها من أشكال التحرش؛ وأخيرًا إصدار قانون يسمح للعائلات المثلية باستخدام التكنولوجيا الإنجابية مثل التلقيح الصناعي دون تمييز.
بعد إنشاء «الفيدرالية الأرجنتينية للمثليين والمثليات ومزدوجي التوجه الجنسي والمتحولين جنسيا» وتشريع زواج المثليين، أصبح هناك المزيد من الظهور للأشخاص المثليين في الأرجنتين. على سبيل المثال، في عام 2007، عقد «كأس العالم للمثليين» في بوينس آيرس، وفاز الفريق الأرجنتيني. في السنوات الأخيرة، كان هناك أيضًا جهد لتشجيع السياح المثليين على زيارة بوينس آيرس، على أمل أن تساعد السياحة المتزايدة الاقتصاد.
على الرغم من هذه التطورات، لا تزال هناك حالات لما يمكن اعتباره مشاعر معادية لمجتمع المثليين في الحكومة الأرجنتينية والنظام القضائي. في عام 2015، قام قاضٍ بتخفيف عقوبة رجل أدين باغتصاب صبي عمره ست سنوات، على أساس أن الطفل الصغير كان لديه «توجه جنسي مثلي». ذكرت وكالة فرانس برس أن دومينغو فرنانديز دعا إلى عزل القضاة الذين اتخذوا هذا القرار، واصفا إياه بأنه «أحد أكبر حالات الخزي التي رأيناها في هذا البلد.»

## الاعتراف القانوني بالعلاقات المثلية

### الخلفية
في عام 2005، في أعقاب مؤسسة الاتحاد المدني في محافظة ريو نيغرو ومدينة بوينس آيرس، أمر قاض سلطات السجن في محافظة قرطبة للسماح للزيارة الزوجية بين السجناء المثليين وشركائهم. تمت المصادقة على القوانين التي تقر الاتحادات المدنية للشركاء المثليين في كل من مدينة بوينس آيرس ومقاطعة ريو نيغرو في عامي 2002 و 2003، على التوالي، وفي مدينة فيلا كارلوس باز في عام 2007. في عام 2009، بدأت مدينة ريو كوارتو أيضا بالسماح بالاتحادات المدنية. وفرت هذه الاتحادات الكثير من الحقوق والامتيازات التي يتمتع بها الأزواج، لكن تبني الأطفال لم يكن من بينهم. في نهاية المطاف، أصبحت اتحادات الاعايش (ب[] خطأ: {{اللغة-؟؟}}: لا نص (مساعدة)) قانونية في جميع أنحاء البلاد في 1 أغسطس 2015 بعد دخول «القانون المدني والتجاري» (بالإسبانية: Código Civil y Commercial) حيز التنفيذ، الذي حل محل القانون المدني السابق.
أظهر استطلاع للرأي أجري عام 2007 أن 75% من الذين شملهم الاستطلاع في مدينة بوينس آيرس يعتقدون أنه يجب السماح للمثليين بالزواج، في حين أن 66% من الأرجنتينيين أيدوا زواج المثليين في عام 2009، إذا تم النظر فيه على المستوى الوطني في كل الدولة.

### حكم المحكمة في عام 2009
في نوفمبر/تشرين الثاني 2009، قضى قاضٍ بأن حظر زواج المثليين غير دستوري وسمح لزوجين مثليين، هما أليكس فري وخوسيه ماريا دي بيلو، بالزواج. تم الترحيب بالقرار باعتباره «أول قانون» من جانب رويترز الذي قال إنه «يشكل سابقة يمكن أن تمهد الطريق للدولة الكاثوليكية لتصبح الأولى في أمريكا اللاتينية التي تسمح بزواج المثليين». أكد فراير ودي دي بيلو أنهما «أول زوجين مثليان في أمريكا اللاتينية يحصلان على الحق في الزواج». أكد رئيس حكومة مدينة بوينس آيرس المتمتعة بالحكم الذاتي، ماوريسيو ماكري، أن حكومة المدينة لن تستأنف القرار. قال ماكري إن القرار كان «خطوة مهمة، لأنه يجب علينا أن نتعلم كيف نعيش في حرية دون الإضرار بحقوق الآخرين»، لاحقًا، أضاف «يجب علينا أن نتعايش ونتقبل هذا الواقع. العالم يتجه نحو ذلك الاتجاه». تم تعليق حفل الزفاف أخيرًا بعد أن ألغى قاض آخر القرار الأصلي في أواخر نوفمبر 2009.
وأخيرا، في 28 ديسمبر 2009، تزوج الزوجان في أوشوايا، محافظة تييرا ديل فويغو، ليصبح أول زوجين مثليين يتزوجان في أمريكا اللاتينية. تم دعمهم من قبل حاكمة تييرا ديل فويغو، فابيانا ريوس التي وقعت مرسومًا بالموافقة على الزواج والحكم القضائي في نوفمبر 2009. لأن هذا القرار لم يطبق إلا في القضية التي قدمها فراي ودي بيلو، كان على الأزواج المثليين الآخرين أن يستأنفوا السلطة القضائية، وينتظرو حل عدم دستورية ذلك ثم التوجه إلى تييرا ديل فويغو للزواج.

### تقنين زواج المثليين
تم تقديم أول مشروع قانون مؤيد للزواج والذي تبنته «الفيدرالية الأرجنتينية للمثليين والمثليات ومزدوجي التوجه الجنسي والمتحولين جنسيا» في عام 2007، وعلى الرغم من أنه فشل، إلا أنه لفت انتباه الجمهور إلى مسألة زواج المثليين، وسمح بعرض مشروعي قانونين آخرين في عام 2009.
تم تشريع زواج المثليين في الأرجنتين في 15 يوليو 2010، بعد تصويت إيجابي في كل من مجلس النواب ومجلس الشيوخ. وبالتالي فإن الأزواج المثليين مؤهلون للحصول على نفس المزايا والحماية التي يتمتع بها الأزواج المغايرون (بما في ذلك التبني). بعض المدن لديها أيضًا قوانين اتحاد مدني لا تزال حيز التنفيذ كبديل للزواج، ولكنها توفر حقوقًا محدودة. بعد صدور القانون، أصبحت الأرجنتين الدولة الثانية في الأمريكتين التي تقنن زواج المثليين، وكذلك الأولى في أمريكا اللاتينية والعاشرة في جميع أنحاء العالم، بعد هولندا، وبلجيكا، إسبانيا، كندا، جنوب أفريقيا، النرويج، السويد، آيسلندا، والبرتغال.
في الفترة التي سبقت تشريع زواج المثليين، عملت الكنيسة الكاثوليكية في الأرجنتين ضد زواج المثليين. ومع ذلك، على عكس بلدان أمريكا اللاتينية الأخرى - حيث قد تكون الكنيسة أكثر نجاحًا - فإن الأرجنتين مجتمع علماني نسبيًا. تعد معدلات حضور الكنيسة من أدنى المعدلات في أمريكا اللاتينية - حيث يحضر فقط 22% من السكان بانتظام إلى الكنيسة، مما يجعل من غير المرجح أن تتأثر الأرجنتين بشكل مباشر بالكنيسة في قضايا معينة مثل زواج المثليين.

## التبني وتنظيم الأسرة
تمكن الأزواج المثليون من التبني القانوني منذ يوليو 2010، عندما دخل قانون زواج المثليين حيز التنفيذ.
منذ عام 2013، أصبح للزوجات والشريكات المثليات المساواة في الوصول إلى التلقيح الصناعي. تمت الموافقة على قانون يسمح بمثل هذه الإجراءات في مجلس النواب 204 صوتًا لصالح مقابل صوت واحد ضد وامتناع 10 عن التصويت (204-1-10) في يونيو 2013.

## الحماية من التمييز

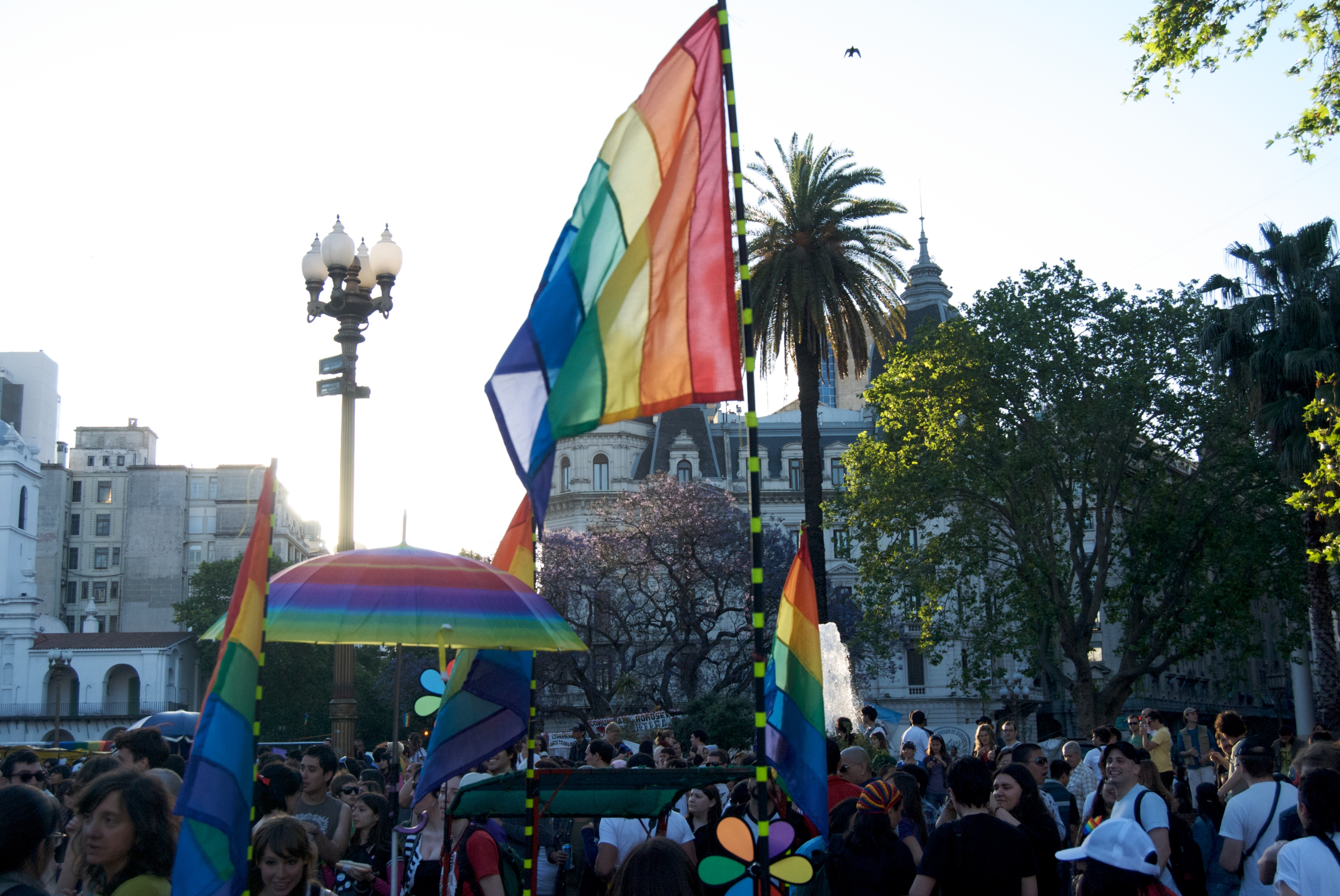
علم قوس قزح في مسيرة فخر بوينس آيرس 2009

في عام 2019، لا يوجد قانون وطني للتعامل صراحة التمييز أو التحرش على أساس التوجه الجنسي أو الهوية الجندرية، على الرغم من أن مدينة بوينس آيرس المستقلة ومدينة روساريو (الثالثة من حيث عدد السكان في البلاد) يشمل التوجه الجنسي في حقوقهم المدنية وقوانين مكافحة التمييز. في 13 أغسطس 2010، وافق مجلس النواب على تعديل لقانون مكافحة التمييز يحظر التمييز على أساس التوجه الجنسي والهوية الجندرية، ولكن لم يصوت عليه مجلس الشيوخ. تم تقديم اقتراح جديد في مايو 2013.
في 27 مارس 2015، تم تقديم قانون فيدرالي شامل لمكافحة التمييز إلى المؤتمر الوطني من قبل مجموعة رائدة في مجال حقوق المثليين وعدة أعضاء في الكونغرس. كان النقاش الأول لمشروع قانون في لجنة في 29 أبريل، ولكن تم إيقافه لاحقًا. تم تقديم مشروع قانون جديد في مجلس الشيوخ في يونيو 2016.
تم حظر التمييز ضد موظفي الإدارة العامة الوطنية (بالإسبانية: Administración Plicblica Nacional) على أساس توجههم الجنسي منذ عام 2006.

### قانون جرائم الكراهية
في عام 2012، عدل القانون رقم 26.791 قانون العقوبات بإضافة السجن المؤبد إلى جرائم الكراهية القائمة على التوجه الجنسي أو الهوية الجندرية أو التعبير عنها.
تنص المادة 80 (4) من قانون العقوبات، على أساس «الجريمة ضد الأفراد»، على أن عقوبة السجن مدى الحياة تُفرض على كل شخص يقتل من أجل المتعة والجشع والكراهية بناءً على أسباب عرقية أو دينية أو نوع الجنس أو التوجه الجنسي أو الهوية الجندرية أو التعبير عنها.

## الهوية الجندرية والتعبير عنها
لا يزال التمييز والتحرش بسبب الهوية الجندرية يمثلان مشكلة، على الرغم من أن مجتمع المتحولين جنسيا أصبح أكثر وضوحا وتنظيما سياسيا.
في عام 1997، تم إنشاء «منظمة النضال من أجل هوية المتحولين جنسيا» (بالإسبانية: Asociación de Lucha por la Identidad Travesti-Transsexual) للدفاع عن حقوق المتحولين جنسياً. جاء أحد الانتصارات الأولى التي حققتها في عام 2006 عندما ألغت المحكمة العليا قرارًا صادراً عن المحكمة الابتدائية كان قد ذكر أن الأشخاص المتحولين جنسياً لم يكن لهم حق قانوني في التنظيم والحملات من أجل حقوقهم.
في عام 2007، قضت المحكمة العليا بأن طفلة بالغة من العمر 17 عامًا الحق القانوني في إجراء عملية تغيير الجنس وتغيير وثائقها القانونية لتعكس جراحة إعادة تحديد الجنس.
في عام 2009، فازت مارسيلا روميرو بالحق القانوني في تغيير هويتها، ومنحتها الحكومة لقبًا فخريًا. حصلت عليها من قبل عضو الكونغرس المحترم لهذا العام. لا تزال روميرو أحد أبرز المدافعات عن حقوق الإنسان للمتحولين جنسياً في الأرجنتين.
في عام 2012، وافق أعضاء مجلس الشيوخ بالإجماع على قانون الهوية الجندرية. يمنح هذا القانون البالغين جراحة إعادة تحديد الجنس والعلاج بالهرمونات كجزء من خطط الرعاية الصحية العامة أو الخاصة. يسمح القانون أيضًا بإجراء تغييرات على نوع الجنس أو الصورة أو اسم الميلاد في السجلات المدنية دون موافقة الطبيب أو القاضي.
في عام 2013، أصبحت فتاة تبلغ من العمر ست سنوات تدعى لوانا، والتي تم تصنيفها ذكرًا عند الولادة، أول طفل متحول جنسيًا في الأرجنتين يتم تغيير اسمه الجديد رسميًا في وثائق هويتها. ويعتقد أنها أصغر المستفيدين من قانون الهوية الجندرية في البلاد.
تسمح كل من محافظة مندوزا ومحافظة سانتا في للأفراد بترك خانة الجنس فارغة بدلا من اختيار «ذكر» أو «أنثى».

## الخدمة العسكرية
في 27 فبراير 2009، أصدر البرلمان الأرجنتيني قانون إصلاح عسكري واسع النطاق. أحد أحكام القانون يسمح للمثليين والمثليات ومزدوجي التوجه الجنسي بالخدمة في الجيش ويمنع التمييز على أساس التوجه الجنسي داخل القوات المسلحة. دخل القانون حيز التنفيذ بعد مرور ستة أشهر.

## التبرع بالدم
في سبتمبر 2015، ألغت الأرجنتين حظرها على الرجال المثليين ومزدوجي التوجه الجنسي الذين يتبرعون بالدم.

## علاج التحويل
منذ عام 2010، لا يمكن إجراء أي تشخيص في مجال الصحة العقلية على أساس «الاختيار الجنسي أو الهوية» الحصري.

## فيروس نقص المناعة البشرية/الإيدز والتثقيف الجنسي
لقد كان التثقيف الجنسي الشامل تقليديًا وما زال إلى حد ما موضوعًا محرماً في السياسة الأرجنتينية. على هذا النحو، كان من الصعب تنفيذ حملة وقائية تستهدف الشباب بسبب الاعتراضات الدينية من رجال الدين والآباء والمسؤولين المحليين.
وبالمثل، في حين أن الرعاية الصحية هي حق لكل مواطن، فإنها غالباً ما تكون بعيدة المنال بالنسبة للأشخاص الذين يعيشون في المجتمعات الريفية. معظم التمويل للتعليم والعلاج العام يأتي من مؤسسات خيرية خاصة ومنظمات غير حكومية ومنظمات دولية.
سنت الأرجنتين قانونًا للتربية الجنسية في عام 2006، على الرغم من انتقاده لعدم بذل ما يكفي لمنع التنمر ضد الشباب من مجتمع المثليين. في عام 2017، أطلقت الحكومة منصة رقمية لإعلام الشباب بمجموعة متنوعة من الموضوعات «بطريقة ممتعة وودية ومرئية». تتطرق المنصة إلى موضوعات مثل العنف القائم على النوع الاجتماعي وحقوق المثليين وموانع الحمل واضطرابات الأكل والمخدرات.

## ظروف الحياة

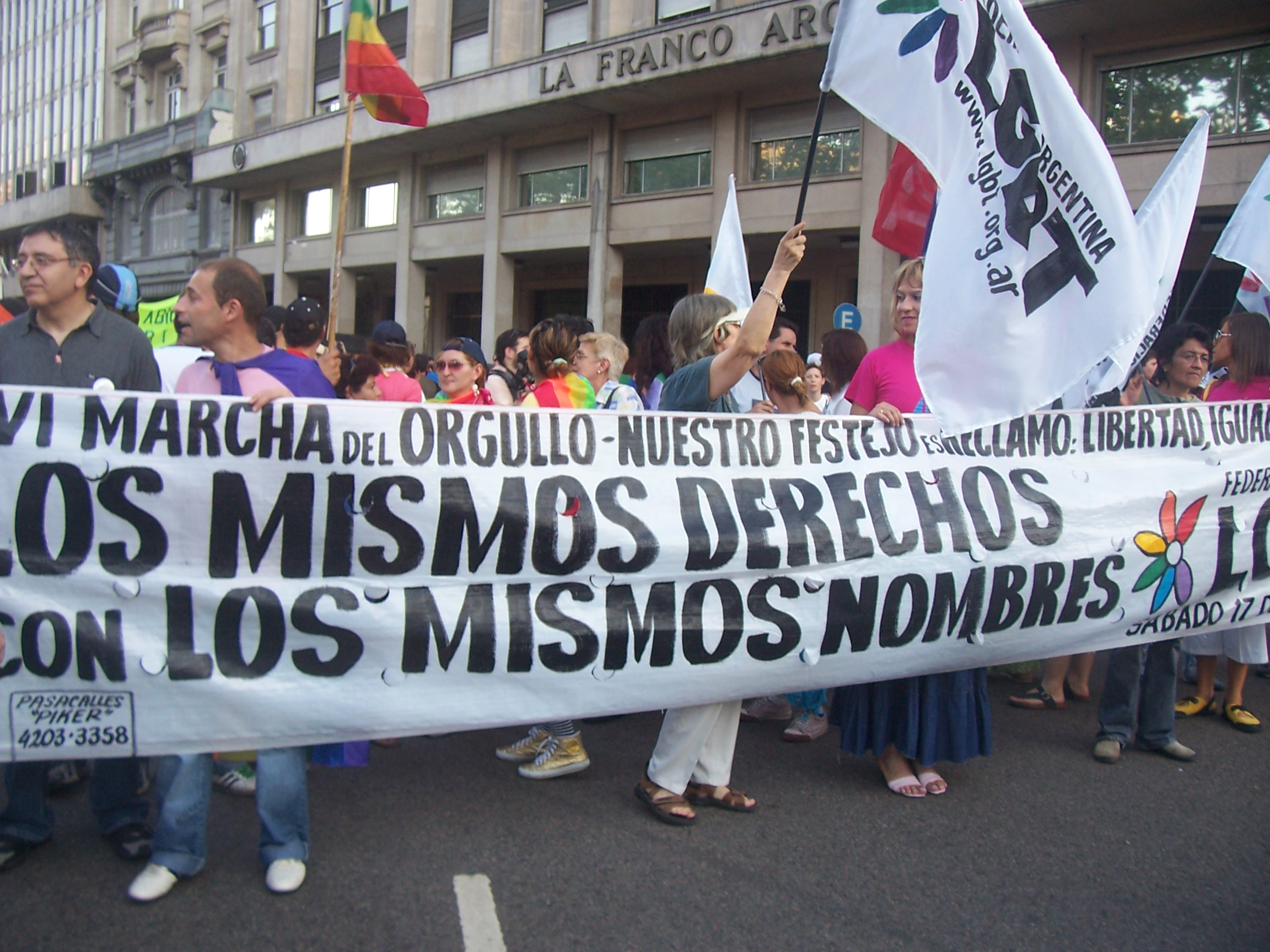
مسيرة فخر المثليين في بوينس آيرس (2007)

منذ نهاية الديكتاتورية في عام 1983 والانتقال اللاحق إلى الديمقراطية الحرة، شهدت الأرجنتين تحولا كبيرا في المواقف العامة تجاه الناس من مجتمع المثليين. خلال الديكتاتورية، تعرض أشخاص من المثليين للاضطهاد بشكل نشط؛ تعرض الكثير منهم للقتل والضرب والاغتصاب أو الاختفاء. كان ينظر إلى المثلية الجنسية والتحول الجنسي والعلاقات المثلية على أنها «مضطربة» و «منحلة» و «دون الإنسانية» من قبل المجتمع والنظام العسكري والكنيسة الكاثوليكية. في العقود التي تلت الديكتاتورية، اتخذت الأرجنتين «خطوات كبيرة» في الاعتراف بالحقوق القانونية للأشخاص المثليين. تم تشكيل منظمات مجتمع المثليين متعددة في أواخر الثمانينيات وأوائل التسعينيات، حيث قامت بحملات من أجل حقوق المثليين ورفع الوعي العام بقضيتهم. في 2010، تم تشريع زواج المثليين على الرغم من معارضة الكنيسة الكاثوليكية المؤثرة. تشمل الإصلاحات القانونية الأخرى سن قانون لجرائم الكراهية لتشمل التوجه الجنسي والهوية الجندرية، وتشريع «اتحادات التعايش»، والسماح للأزواج المثليين بالتبني، والسماح للرجال المثليين ومزدوجي التوجه الجنسي بالتبرع بالدم، وحظر علاج التحويل، وتمرير قانون الهوية الجندرية، الذي جعل «بي بي سي موندو» للقول أن «الأرجنتين تقود ثورة المتحولين جنسيا في العالم.» تطورت المواقف الاجتماعية أيضًا بشكل كبير، حيث انتقلت من العداء العام والكراهية إلى القبول والتسامح. أظهر استطلاع للرأي عام 2013 أن 74% من الأرجنتينيين يعتقدون أن المثلية الجنسية يجب أن تكون مقبولة من قبل المجتمع. وكان هذا الرقم 81% بين المستطلعين الأصغر سنا. وفقًا لاستطلاع عام 2009، فإن ثلثي الأرجنتينيين يؤيدون زواج المثليين. أدت هذه الزيادة في القبول المجتمعي إلى تشجيع أفراد مجتمع المثليين على الظهور والخروج.
كثيرا ما يشار إلى الأرجنتين باعتبارها واحدة من أكثر دول أمريكا اللاتينية الصديقة للمثليين. هناك مشهد وحضور لمجتمع المثليين مرئي في العاصمة بوينس آيرس، مع العديد من حانات المثليين والملاهي الليلية والمقاهي والمطاعم وغيرها من الأماكن والأحداث. أصبحت بوينس آيرس، تلقب بـ «عاصمة المثليين في أمريكا اللاتينية»، متلقيًا مهمًا لسياحة المثليين. نظرا لحظر زواج المثليين في الدول الأخرى، يأتي كثير من الأزواج المثليين من تشيلي وباراغواي إلى بوينس آيرس على الزواج، اذ أن الأرجنتين لا تشترط الإقامة للزواج. خارج بوينس آيرس، هناك مشاهد المثليين واضحة في قرطبة، روساريو، مندوزا، بويرتو ماردين، أوشوايا، ومار دل بلاتا.
في مايو 2015، صنفت بلانيت روميو، وهي شبكة اجتماعية للمثليين، الأرجنتين باعتبارها ثاني أسعد بلد في أمريكا الجنوبية للرجال المثليين، بعد الأوروغواي.

### مسيرات الفخر
فخر بوينس آيرس (بالإسبانية: Marcha del Orgullo LGBT de Buenos Aires) هو مسيرة فخر سنوية تقام في المدينة. عقدت لأول مرة في عام 1992، وحضرها حوالي 300 مشارك، ومنذ ذلك الحين ينمو كل عام. في عام 2018، شارك ما يقدر بنحو 100,000 شخص في الاحتفالات. مدن أخرى بما في ذلك قرطبة ومندوزا وعقد مسيرات الفخر منذ عام 2008 و 2011، على التوالي؛ مع حضور جيد.

## الرأي العام
صنف استطلاع للرأي أجراه مركز بيو للأبحاث في عام 2013 الأرجنتين على أنها أكثر دول أمريكا اللاتينية إيجابية فيما يتعلق بالتوجهات المجتمعية تجاه المثلية الجنسية، حيث قال حوالي ثلاثة أرباع (74%) الذين شملهم الاستطلاع إنه ينبغي قبولها. تؤيد غالبية الأرجنتينيين تقنين زواج المثليين.

## ملخص
| قانونية النشاط الجنسي المثلي                                                             | (منذ عام 1853)                                                                                 |
| المساواة في السن القانوني للنشاط الجنسي                                                  | Yes                                                                                            |
| قوانين مكافحة التمييز في التوظيف                                                         | / (فقط في روساريو وبوينس آيرس، في الانتظار على نطاق وطني)                                      |
| قوانين مكافحة التمييز في توفير السلع والخدمات                                            | / (فقط في روساريو وبوينس آيرس، في الانتظار على نطاق وطني)                                      |
| قوانين مكافحة التمييز في جميع المجالات الأخرى (تتضمن التمييز غير المباشر، خطاب الكراهية) | ™/ (فقط في روساريو وبوينس آيرس، في الانتظار على نطاق وطني)                                     |
| قوانين مكافحة أشكال التمييز المعنية بالهوية الجندرية                                     | (منذ عام 2004)                                                                                 |
| قوانين جرائم الكراهية تشمل التوجه الجنسي والتحول الجنسي                                  | (منذ عام 2012، من خلال ظرف مشدد)                                                               |
| زواج المثليين                                                                            | (منذ عام 2010)                                                                                 |
| الاعتراف القانوني بالعلاقات المثلية                                                      | (بدأ في بوينس آيرس منذ عام 2008)                                                               |
| السماح للشخص العازب بالتبني بغض النظر عن توجهه الجنسي                                    | (منذ عام 1871)                                                                                 |
| تبني أحد الشريكين للطفل البيولوجي للشريك الآخر                                           | (منذ عام 2010)                                                                                 |
| التبني المشترك للأزواج المثليين                                                          | (منذ عام 2010)                                                                                 |
| يسمح للمثليين والمثليات ومزدوجي التوجه الجنسي بالخدمة علناً في القوات المسلحة             | (منذ عام 2009)                                                                                 |
| الحق بتغيير الجنس القانوني                                                               | (منذ عام 2012)                                                                                 |
| علاج التحويل محظور على القاصرين                                                          | (منذ عام 2010)                                                                                 |
| الحصول على أطفال أنابيب للمثليات                                                         | (منذ عام 2013)                                                                                 |
| الأمومة التلقائية للطفل بعد الولادة                                                      | (منذ عام 2013)                                                                                 |
| تأجير الأرحام التجاري للأزواج المثليين من الذكور                                         | (ليس منظما)                                                                                    |
| إجازة أبوية للأزواج المثليين بعد التبني                                                  | (لا توجد إجازة أبوية بعد التبني، ولكن يمكن أن يمنحها القضاة واتفاقات المفاوضة الجماعية)        |
| الإجازة الأبوية للزوجات المثليات بعد الولادة                                             | (90 يومًا للأم ويومان اثنان للشريكة، يمكن لاتفاقيات المفاوضة الجماعية أن تمنح المزيد من الأيام) |
| السماح للرجال الذين مارسوا الجنس الشرجي التبرع بالدم                                     | (منذ عام 2015)                                                                                 |